# Maisons, Aude
Maisons är en kommun i departementet Aude i regionen Occitanien  i södra Frankrike. Kommunen ligger  i kantonen Tuchan som ligger i arrondissementet Narbonne. År 2022 hade Maisons 52 invånare.

## Befolkningsutveckling
Antalet invånare i kommunen Maisons
Referens: INSEE